# 13. april
13. april er dag 103 i året i den gregorianske kalender (dag 104 i skudår). Der er 262 dage tilbage af året.
Justinus dag. Der er lidt usikkerhed om hvilken Justinus dagen er opkaldt efter. Det kunne være Justinus Martyr, der blev henrettet ved halshugning i Rom 163. Men det er mest sandsynligt, at der er tale om den lærde græker Justinus Philosophus fra Nablus i Palæstina, der efter indgående studier lod sig omvende til kristendommen, hvorefter han som forfatter og prædikant virkede ivrigt for den kristne læres udbredelse indtil han omkring år 170 dræbes med gift. Der findes yderligere en tredje opfattelse, der slår de to ovenstående personer sammen til en person.

### Begivenheder
Født - Dødsfald
- 1204 - Konstantinopel erobres af deltagere i det fjerde korstog under ledelse af dogen af Venedig.
- 1250 - Det syvende korstog lider nederlag i Egypten, og Ludvig den Hellige tages til fange.
- 1523 - Christian 2. opgiver sin kamp mod adelen og forlader Danmark ledsaget af sin familie, rådgiveren Mor Sigbrit og Malmøs borgmester Hans Mikkelsen.
- 1668 - John Dryden bliver udnævnt til første Poet laureate.
- 1742 - Händels oratorium Messias har premiere i Dublin, Irland.
- 1849 - Slaget ved Dybbøl på Sundeved under Treårskrigen.
- 1851 - Som følge af den nye danske grundlov, der sikrer religionsfrihed, fritages børn, der ikke er medlem af folkekirken, for kristendomsundervisning i skolerne og der indføres borgerlig vielse.
- 1901 - Den internationale domstol i Haag oprettes.
- 1919 - Amritsar-massakren finder sted i Indien, hvor britiske tropper dræber 379 og sårer mere end 1200 tilhængere af Mahatma Gandhi.
- 1941 - Sovjetunionen og Japan indgår en ikke-angrebspagt.
- 1951 - Den engelske kronjuvel Skæbnestenen, som blev stjålet af skotske nationalister juledag året i forvejen, sendes tilbage til Westminster Abbey.
- 1953 - Ian Flemings første roman om James Bond, Casino Royale, udgives i Storbritannien.
- 1956 - I København demonstrerer næsten 200.000 arbejdere foran Christiansborg mod regeringens og folketingets ophævelse af mæglingsforslaget til lov.
- 1962 - International aftale om stop for olieforurening af have og strande underskrives.
- 1962 - I Hamburgs Star Club optræder for første gang det ukendte band The Beatles.
- 1963 - Ian Smith bliver premierminister i Rhodesia (nu Zimbabwe).
- 1964 - Sidney Poitier vinder Oscar for bedste mandlige hovedrolle som første sorte skuespiller.
- 1970 - Rumfartøjet Apollo 13 har en eksplosion om bord på sin tur til månen.
- 1970 - Kristeligt Folkeparti stiftes bl.a. i protest mod blandt andet fri abort.
- 1977 - Nær Tissø i Vestsjælland finder en landmand et tungt guldhalsbånd (ca. 2 kg) fra vikingetiden.
- 1979 - Det svenske a-kraftværk Barsebäck lukkes midlertidigt ned efter reaktorbrand.
- 1980 - USA's olympiske komite beslutter at boykotte sommerlegene i Moskva.
- 1987 - Livstidsfangen Palle Sørensen sigtes for hashhandel for 300.000 kroner i fængslet.
- 1987   - Portugal og Folkerepublikken Kina indgår aftale om Macaus overgang til Kina senest 1999.
- 1992 - Pedal-Ove frikendes for hustrumord efter afsoning af 7½ års fængsel.
- 1997 - Tiger Woods bliver som 21-årig den hidtil yngste vinder af en Masters-turnering i golf.
- 2011 - Egyptens afstatte præsident Hosni Mubarak arresteres sigtet for korruption og magtmisbrug.
- 2018 - Danmarks sidste telefonboks tages ned på Lille Torv i Aarhus.

### Født
- 1350 - Margarete 3. af Flandern,  grevinde af Flandern, grevinde af Artois og pfalzgrevinde af Burgund (død 1405).
- 1519 - Katarina af Medici, fransk dronning (død 1589).
- 1570 - Guy Fawkes, engelsk militærmand og katolsk konspirator (død 1606).
- 1743 - Thomas Jefferson, amerikansk præsident (død 1826).
- 1769 - Thomas Lawrence, engelsk portrætmaler (død  1830).
- 1808 - Antonio Meucci, italiensk opfinder (død 1899).
- 1852 - Frank Winfield Woolworth, amerikansk virksomhedsgrundlægger (død 1919).
- 1866 - Butch Cassidy, amerikansk lovløs (død 1908).
- 1871 - Tupsy Jebe Clement, norsk/dansk skagensmaler (død 1959).
- 1901 - Jacques Lacan, fransk psykoanalytiker (død 1981).
- 1906 - Samuel Beckett, irsk forfatter og modtager af Nobelprisen i litteratur (død 1989).
- 1910 - Bernhard Jensen, dansk borgmester (død 1978).
- 1916 - Finn Søeborg, dansk humorist og forfatter (død 1992).
- 1919 - Jarl Borgen, dansk forlagsboghandler (død 2016).
- 1920 - Liam Cosgrave, irsk politiker (død 2017).
- 1924 - Stanley Donen, amerikansk filminstruktør (død 2019).
- 1932 - Orlando Letelier, chilensk økonom og politiker (død 1976).
- 1937 - Edward Fox, engelsk skuespiller.
- 1939 - Paul Sorvino, amerikansk filmskuespiller (død 2022).
- 1940 - Sven Holm, dansk forfatter (død 2019).
- 1942 - Ulla-Britta Jørgensen, dansk skuespillerinde.
- 1942 - Poul Anker Bech, dansk billedkunstner (død 2009).
- 1946 - Al Green, amerikansk sanger.
- 1950 - Ron Perlman, amerikansk skuespiller.
- 1951 - Peter Davison, engelsk skuespiller.
- 1952 - Michael Witte, dansk forfatter og kunstner.
- 1954 - Niels "Noller" Olsen, dansk musiker.
- 1955 - Simon Spang-Hanssen, dansk musiker og komponist.
- 1958 - Ulrik Wilbek, dansk håndboldtræner.
- 1960 - Rudi Völler, tysk fodboldspiller og -træner.
- 1962 - Peter Qvortrup Geisling, dansk læge og tv-vært.
- 1963 - Gary Kasparov, russisk skakspiller.
- 1966 - Pernille Bévort, dansk musiker, kapelmester og komponist.
- 1968 - Margrethe Vestager, dansk folketingsmedlem og tidligere minister.
- 1969 - Christine Skou, dansk skuespillerinde og sangerinde.
- 1970 - Louise Engell, dansk skuespillerinde og sangerinde.
- 1971 - Steven Lustü, dansk fodboldspiller.
- 1974 - Ninna Cederholm, dansk skuespillerinde.
- 1976 - Uffe Holm, dansk stand-up-komiker.
- 1984 - Thomas Dalgaard, dansk fodboldspiller.
- 1990 - Lodovica Comello, italiensk sanger og skuespiller.

### Dødsfald
- 1377 - Guillaume de Machaut, fransk komponist og digter (født ca. 1300).
- 1695 - Jean de La Fontaine, fransk forfatter (født 1621).
- 1826 - Franz Danzi, tysk komponist (født 1763).
- 1875 - P.C. Skovgaard, dansk maler (født 1817).
- 1948 - John Christmas Møller, dansk politiker (født 1894).
- 1956 - Emil Nolde, dansk-slesvigsk maler (født 1867).
- 1980 - Karl Stegger, dansk skuespiller (født 1913).
- 1988 - Torben W. Langer, dansk chefredaktør (født 1924).
- 1994 - Jørgen Buckhøj, dansk skuespiller (født 1935).
- 2006 - Anders Andersen, dansk landmand, politiker og minister (født 1912).

|  | Denne datoartikel kan blive bedre, hvis der indsættes et (bedre) billede Du kan hjælpe ved at afsøge Wikimedia Commons for et passende billede eller uploade et godt billede til Wikimedia Commons iht. de tilladte licenser og indsætte det i artiklen. |